# Super League 2025-2026 (Indonesia)
La Super League 2025-2026, nota anche come BRI Super League 2025-2026 per ragioni di sponsorizzazione, è la 16ª edizione della massima serie del campionato di calcio indonesiano, la prima con la denominazione di Super League. Il campionato inizierà l'8 agosto 2025 e terminerà il 23 maggio 2026. La squadra campione in carica è il Persib. 

## Stagione

### Novità
Dalla stagione precedente sono stati retrocessi PSIS Semarang, PSS Sleman e Barito Putera, retrocesso dopo 11 anni. Al loro posto dalla Liga 2 sono stati promossi Bhayangkara, di ritorno dopo una sola stagione di serie cadetta, PSIM Yogyakarta e Persijap Jeapara.

### Formula
Le 18 squadre partecipanti giocano un girone all'italiana con gare di andata e ritorno, per un totale di 34 giornate. La prima classificata è campione di Indonesia e ottiene la qualificazione per la AFC Champions League Two 2026-2027, mentre la seconda classificata si qualifica per la AFC Challenge League 2026-2027. Le ultime tre classificate sono invece retrocesse in Liga 2.

## Squadre partecipanti
| Club               | Città          | Stagione precedente   |
| ------------------ | -------------- | --------------------- |
| Arema              | Malang         | 10° in Liga 1         |
| Bali Utd           | Gianyar        | 8° in Liga 1          |
| Bhayangkara        | Bandar Lampung | Liga 2                |
| Borneo             | Samarinda      | 5° in Liga 1          |
| Dewa Utd           | Tangerang      | 2° in Liga 1          |
| Madura Utd         | Pamekasan      | 15° in Liga 1         |
| Malut Utd          | Sofifi         | 3° in Liga 1          |
| Persebaya Surabaya | Surabaya       | 4° in Liga 1          |
| Persib             | Bandung        | Campione di Indonesia |
| Persija            | Giacarta       | 7° in Liga 1          |
| Persijap Jeapara   | Jepara         | Liga 2                |
| Persik Kediri      | Kediri         | 12° in Liga 1         |
| Persis Solo        | Surakarta      | 14° in Liga 1         |
| Persita Tangerang  | Tangerang      | 11° in Liga 1         |
| PSBS Biak          | Biak           | 9° in Liga 1          |
| PSIM Yogyakarta    | Yogyakarta     | Liga 2                |
| PSM Makassar       | Makassar       | 6° in Liga 1          |
| Semen Padang       | Padang         | 13° in Liga 1         |

## Classifica
|                      | Pos. | Squadra            | Pt | G | V | N | P | GF | GS | DR |
| -------------------- | ---- | ------------------ | -- | - | - | - | - | -- | -- | -- |
| Indonesia (bandiera) | 1.   | Arema              | 0  | 0 | 0 | 0 | 0 | 0  | 0  | 0  |
|                      | 2.   | Bali Utd           | 0  | 0 | 0 | 0 | 0 | 0  | 0  | 0  |
|                      | 3.   | Bhayangkara        | 0  | 0 | 0 | 0 | 0 | 0  | 0  | 0  |
|                      | 4.   | Borneo             | 0  | 0 | 0 | 0 | 0 | 0  | 0  | 0  |
|                      | 5.   | Dewa Utd           | 0  | 0 | 0 | 0 | 0 | 0  | 0  | 0  |
|                      | 6.   | Madura Utd         | 0  | 0 | 0 | 0 | 0 | 0  | 0  | 0  |
|                      | 7.   | Malut Utd          | 0  | 0 | 0 | 0 | 0 | 0  | 0  | 0  |
|                      | 8.   | Persebaya Surabaya | 0  | 0 | 0 | 0 | 0 | 0  | 0  | 0  |
|                      | 9.   | Persib             | 0  | 0 | 0 | 0 | 0 | 0  | 0  | 0  |
|                      | 10.  | Persija            | 0  | 0 | 0 | 0 | 0 | 0  | 0  | 0  |
|                      | 11.  | Persijap Jeapara   | 0  | 0 | 0 | 0 | 0 | 0  | 0  | 0  |
|                      | 12.  | Persik Kediri      | 0  | 0 | 0 | 0 | 0 | 0  | 0  | 0  |
|                      | 13.  | Persis Solo        | 0  | 0 | 0 | 0 | 0 | 0  | 0  | 0  |
|                      | 14.  | Persita Tangerang  | 0  | 0 | 0 | 0 | 0 | 0  | 0  | 0  |
|                      | 15.  | PSBS Biak          | 0  | 0 | 0 | 0 | 0 | 0  | 0  | 0  |
|                      | 16.  | PSIM Yogyakarta    | 0  | 0 | 0 | 0 | 0 | 0  | 0  | 0  |
|                      | 17.  | PSM Makassar       | 0  | 0 | 0 | 0 | 0 | 0  | 0  | 0  |
|                      | 18.  | Semen Padang       | 0  | 0 | 0 | 0 | 0 | 0  | 0  | 0  |

Legenda:
      Campione di Indonesia e ammessa alla AFC Champions League Two 2026-2027.
      Ammessa alla AFC Challenge League 2026-2027.
      Retrocessa in Liga 2 2026-2027
Note:
Tre punti a vittoria, uno a pareggio, zero a sconfitta.
La classifica viene stilata secondo i seguenti criteri:
- Punti conquistati
- Punti conquistati negli scontri diretti
- Differenza reti negli scontri diretti
- Reti realizzate negli scontri diretti
- Goal fuori casa negli scontri diretti (solo tra due squadre)
- Differenza reti generale
- Reti totali realizzate
- Classifica fair-play
- Sorteggio